# Elecciones provinciales de Jujuy de 2011
Las elecciones generales de la provincia de Jujuy de 2011 tuvieron lugar el domingo 23 de octubre del mencionado año, con el objetivo de renovar los cargos de Gobernador y Vicegobernador, así como 24 de las 48 bancas de la Legislatura Provincial, conformando los poderes ejecutivo y legislativo de la provincia para el período 2011-2015. También fueron elegidos 21 intendentes y 136 concejales municipales. Tuvieron lugar al mismo tiempo que las elecciones presidenciales y legislativas a nivel nacional. Fueron las octavas elecciones para gobernador desde la recuperación de la democracia, y las vigésimo quintas desde la instauración del sufragio secreto.
Walter Barrionuevo, el gobernador incumbente por el oficialista Frente para la Victoria (FpV), no podía presentarse a la reelección al ya haber sido dos veces parte de la fórmula ejecutiva (primero como vicegobernador y luego como gobernador), y en su lugar se presentó Eduardo Fellner, del Partido Justicialista (PJ), quien ya había sido gobernador entre 1998 y 2007. En consonancia con la aplastante victoria del FpV a nivel nacional, Fellner resultó elegido abrumadoramente con el 57.53% de los votos. En segundo lugar se ubicó Mario Fiad, de la Unión Cívica Radical (UCR) y apoyado por el frente Unión para el Desarrollo Social (UDESO), con el 25.89%. El tercer puesto lo obtuvo Carolina Moisés, del justicialismo disidente y apoyada por el Frente Primero Jujuy, con el 10.32% de los sufragios, y los demás candidatos no superaron el 4% de los votos. El voto en blanco y anulado acaparó el 17.69% de las preferencias, el más alto nivel de voto no positivo desde las controvertidas elecciones de 1963. La participación fue del 80.93% del electorado registrado.
En el plano legislativo, el FpV obtuvo 14 escaños contra 7 de la UDESO, y 3 para el Frente Primero Jujuy, sin que ninguna de las demás fuerzas lograra conseguir escaños. De este modo, el oficialismo recuperó la mayoría absoluta en el legislativo provincial, que había perdido en 2009. Los cargos electos asumieron el 10 de diciembre de 2011.

## Contexto
Impedido para presentarse a la reelección al haber ejercido ya dos mandatos en el cargo, y habiendo fracasado un intento de reformar la constitución para permitirle una tercera postulación, Eduardo Fellner fue sucedido en 2007 por Walter Barrionuevo, hasta entonces su vicegobernador, luego de haber obtenido una ajustada victoria electoral contra el justicialismo disidente, encabezado por Carlos Daniel Snopek. Fellner, un aliado sumamente estrecho del oficialismo kirchnerista, asumió el mismo día como presidente de la Cámara de Diputados de la Nación Argentina, el cargo nacional más alto al que llegara un político jujeño.

## Reglas electorales
Las elecciones se realizaron bajo la constitución provincial aprobada el 22 de octubre de 1986, que establecía los siguientes cargos a elegir, así como el sistema electoral a emplear:
- Gobernador y Vicegobernador elegidos por voto popular directo a simple mayoría de sufragios en distrito único para un mandato de cuatro años. Tienen posibilidad de una sola reelección inmediata, pero no ser reelegidos sucesiva o recíprocamente sino con un intervalo legal.
- Legislatura unicameral, compuesta por 48 diputados elegidos en forma escalonada, con la renovación de 24 bancas cada dos años para un mandato de cuatro, mediante representación proporcional por listas con sistema d'Hondt con un piso del 5% del padrón total y la totalidad del territorio provincial como único distrito electoral.

## Candidaturas
El 16 de junio de 2011, Fellner anunció su intención de volver a presentarse a la gobernación luego de haber mantenido conversaciones con destacados dirigentes del PJ local. Barrionuevo no podía ser reelegido debido a que ya había ejercido antes el cargo de vicegobernador, por lo que se contabilizaban para él dos mandatos ejecutivos, mismo motivo por el cual no podía ser su compañero de fórmula. El candidato a vicegobernador del FpV fue, finalmente, el senador nacional Guillermo Jenefes.
En mayo de 2011, la Unión Cívica Radical (UCR) confirmó que el diputado nacional Mario Raymundo Fiad sería su candidato a gobernador, mientras que su principal referente, Gerardo Morales, sería candidato a senador, aunque todavía no se establecía quien sería el compañero de fórmula de Fiad. A lo largo del año, se configuró la coalición "Unión para el Desarrollo Social" (UDESO), encabezada por el radicalismo, y recién el 4 de septiembre, Fiad presentó a Federico Otaola, abogado de la localidad de San Pedro, como el candidato a vicegobernador de la alianza.
El Frente Primero Jujuy, que aglutinaba a grupos opositores al kirchnerismo dentro del peronismo, anunció el 24 de agosto la candidatura de la politóloga y exdiputada nacional María Carolina Moisés, para la gobernación. El 10 de septiembre del mismo año quedó configurada la lista del Frente Primero Jujuy, en la que Pedro Figueroa fue designado como compañero de fórmula de Moisés.
Entre los demás candidatos, el Frente Amplio Progresista (FAP), compuesto en Jujuy por el Partido Socialista (PS) y el partido Generación para un Encuentro Nacional (GEN), presentó a Ramiro Tizón, del PS, para gobernador con Pedro Manuel Espinosa como compañero de fórmula. El Frente de Izquierda y de los Trabajadores (FIT) presentó a Alejandro Vilca, del Partido de los Trabajadores Socialistas (PTS), para la gobernación, y a Silvina Valdez para la vicegobernación. El partido Unión y Libertad (UyL) presentó la fórmula Manuel Carrizo-Antonio Moreno. Por último, el Movimiento Socialista de los Trabajadores - Nueva Izquierda (MST-NI) presentó a Leonardo Rivero y Hugo Condorí.

## Resultados

### Gobernador y Vicegobernador
Tal y como pronosticaban las encuestas y sin que hubiera sorpresas durante la jornada, Fellner resultó elegido gobernador por segunda vez con un aplastante resultado, del 57.53% contra el 25.89% de Fiad, que quedó en segundo lugar. Esto marcó una recuperación para el radicalismo jujeño, luego de haber sido relegado al tercer puesto en las anteriores elecciones ante el Frente Primero Jujuy. Este a su vez experimentó una feroz debacle que llevó a Moisés a ubicarse en el tercer lugar con solo un 10.32% de las preferencias. Los demás candidatos no superaron el 4% de los votos en toda la provincia. Fellner se impuso en todos los departamentos.
Sin embargo, destacó también el alto nivel del voto en blanco o anulado, que alcanzó el 17% de los sufragios emitidos, la más alta proporción de voto no positivo desde la restauración de la democracia, y la segunda en la historia electoral jujeña. El voto en blanco había ido aumentando en la provincia desde 2003, y en esta elección alcanzó su apogeo, decayendo a un 10% en las posteriores elecciones.
|  | 57.53 % |

|  | 25.89 % |

|  | 10.32 % |

|  | 3.11 % |

|  | 1.93 % |

|  | 0.68 % |

|  | 0.54 % |

|  | 82.32 % |

|  | 16.75 % |

|  | 0.94 % |

|  | 100.00 % |

|  | 80.93 % |

### Legislatura Provincial
|  | 53.78 % |

|  | 25.43 % |

|  | 11.14 % |

|  | 4.10 % |

|  | 2.50 % |

|  | 1.24 % |

|  | 1.15 % |

|  | 0.64 % |

|  | 73.48 % |

|  | 25.61 % |

|  | 0.91 % |

|  | 100.00 % |

|  | 80.93 % |